# Associazione Calcio Belluno 1905 2004-2005
Questa voce raccoglie le informazioni riguardanti l'Associazione Calcio Belluno 1905 nelle competizioni ufficiali della stagione 2004-2005.

## Rosa
| N. |                    | Ruolo | Calciatore               |
| -- | ------------------ | ----- | ------------------------ |
|    | Italia (bandiera)  | A     | Fabio Alterio            |
|    | Italia (bandiera)  | C     | Gabriele Barbisan        |
|    | Italia (bandiera)  | D     | Andrea Basso             |
|    | Italia (bandiera)  | P     | Alessandro Bee           |
|    | Italia (bandiera)  | D     | Simone Brustolon         |
|    | Italia (bandiera)  | P     | Davide Capello           |
|    | Brasile (bandiera) | A     | Bruno Carnelossi         |
|    | Italia (bandiera)  | A     | Nicola Chicco            |
|    | Italia (bandiera)  | A     | Simone Corbarese         |
|    | Italia (bandiera)  | D     | Lorenzo Cresta           |
|    | Italia (bandiera)  | A     | Alessandro De Bortoli    |
|    | Italia (bandiera)  | A     | Flavio De Lazzer         |
|    | Brasile (bandiera) | A     | Marcos Ariel De Paula    |
|    | Italia (bandiera)  | C     | Angelo Giacomo De Martis |
|    | Italia (bandiera)  | C     | Igor De Mattia           |
|    | Italia (bandiera)  | D     | Riccardo Fimognari       |
|    | Italia (bandiera)  | C     | Riccardo Gavioli         |

| N. |                    | Ruolo | Calciatore           |
| -- | ------------------ | ----- | -------------------- |
|    | Italia (bandiera)  | C     | Alberto Giuliatto    |
|    | Marocco (bandiera) | A     | Medhi Kabine         |
|    | Italia (bandiera)  | A     | Denis Lazzaretti     |
|    | Italia (bandiera)  | C     | Nicola Lonzar        |
|    | Italia (bandiera)  | C     | Fabio Mazzeo         |
|    | Italia (bandiera)  | A     | Ivan Pisacane        |
|    | Italia (bandiera)  | D     | Enrico Rigo          |
|    | Italia (bandiera)  | D     | Marco Romano         |
|    | Italia (bandiera)  | C     | Roberto Roverato     |
|    | Italia (bandiera)  | D     | Christian Sandri     |
|    | Italia (bandiera)  | C     | Davide Scantamburlo  |
|    | Italia (bandiera)  | A     | Massimiliano Sessolo |
|    | Italia (bandiera)  | C     | Sebastiano Solagna   |
|    | Italia (bandiera)  | P     | Luca Tomasig         |
|    | Italia (bandiera)  | D     | Manuel Tosato        |
|    | Italia (bandiera)  | D     | Thomas Veronese      |
|    | Nigeria (bandiera) | A     | Kenneth Zeigbo       |